# Shiitake

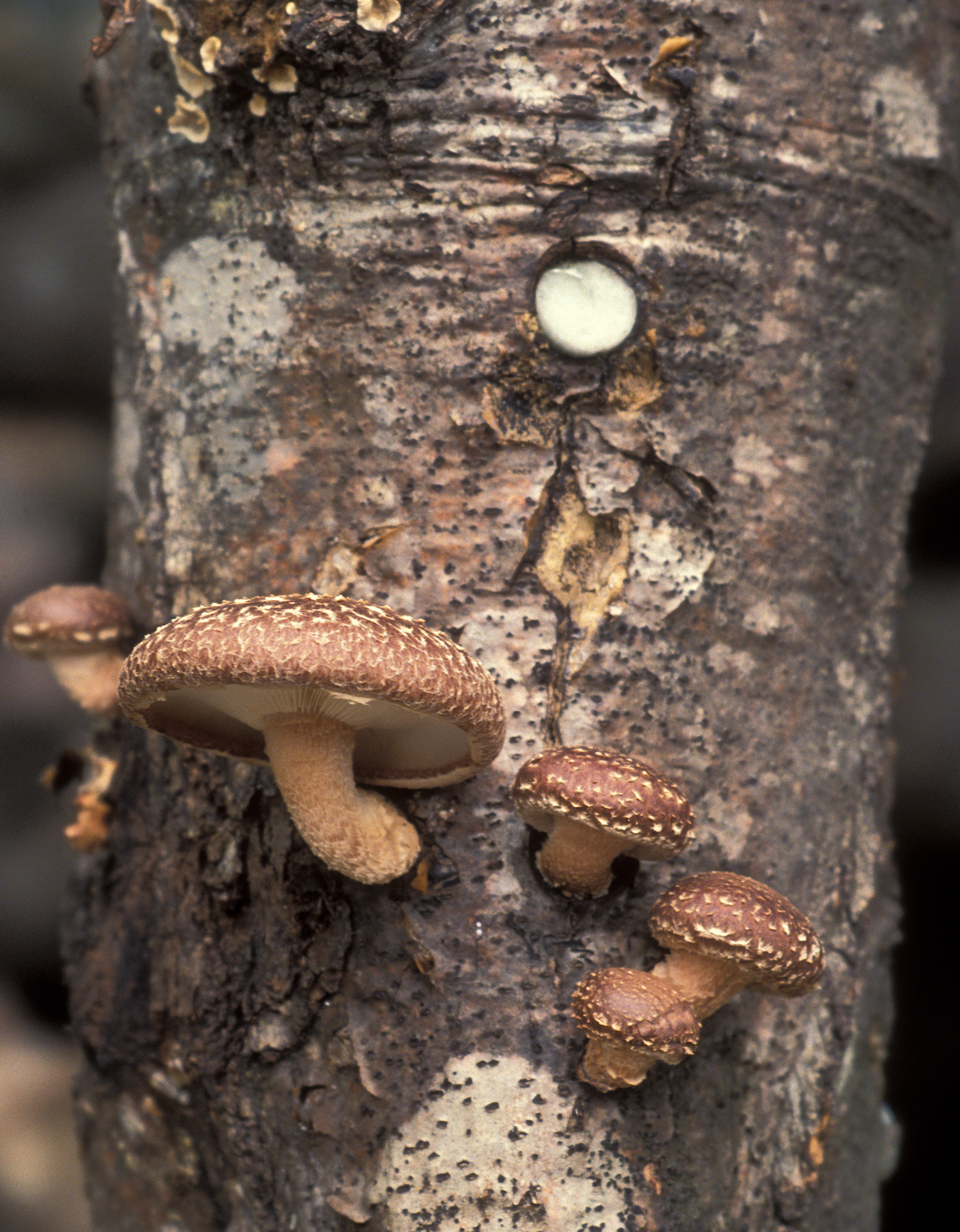
Groeiwijze op hout

De shiitake (Lentinula edodes) is een eetbare paddenstoel, het vruchtlichaam van een zwam die van nature voorkomt in China, Korea en Japan. De paddenstoel wordt veel gebruikt in de Aziatische keuken.
De paddenstoel groeit op harde houtsoorten zoals eik, beuk, tamme kastanje en okkernoot. De paddenstoel verkrijgt door droging een nog betere smaak en behoort tot de duurste paddenstoelen die in winkels voor levensmiddelen te koop zijn. In Nederland en België zijn enkele kwekerijen. In het Verre Oosten wordt de paddenstoel sinds eeuwen gekweekt en gewaardeerd vanwege smaak en geur. Ook wordt er een geneeskrachtige werking aan toegeschreven. Shiitake behoort naast de champignon tot de meest gekweekte paddenstoelen ter wereld. De zwam wordt veelvuldig gebruikt in de Japanse en in de Chinese keuken.

## Naam
De naam shiitake stamt uit het Japans en betekent paddenstoel (= 'take') die op de pasaniaboom (= 'shii') groeit. In China wordt shiitake vanwege de geur ook wel 'xiang gu' genoemd, wat zoveel betekent als 'goed ruikende paddenstoel'. Er zijn twee soorten op de markt; het meest verkocht is de soort 'tong gu', die dik en vlezig is met een nauwelijks geopende hoed. De dunvlezige soort met een brede geopende hoed wordt 'koshin' genoemd.

## Beschrijving
De paddenstoel heeft een lichtbruine tot donkerbruine hoed. De plaatjes zijn aan de steel gehecht en enigszins aflopend. De steel zit meestal in het midden, maar kan soms ook asymmetrisch groeien. Bij jonge exemplaren is de rand van de hoed naar binnen gerold. Het oppervlak van de hoed is meestal licht bevlokt. De paddenstoel is eiwitrijk en bevat vitamine B en C.

## Teelt
Naast de traditionele manier van kweken op stukken boomstam wordt in Europa de kweek op met mycelium geënte substraten van zaagsel, stro en water steeds gebruikelijker.

## Onderzoek
Er wordt wetenschappelijk onderzoek gedaan naar de geneeskrachtige werking van de shiitake, die binnen de traditionele Chinese geneeskunde al eeuwenlang als geneeskrachtige paddenstoel beschouwd wordt. Volgens onderzoeken heeft het regelmatig consumeren van de vrucht een gunstige invloed op bloeddruk- en cholesterol, zonder dat er van een medicinale werking kan worden gesproken.
Naast positieve bevindingen worden er ook allergische huidreacties gemeld. Ze kunnen in zeldzame gevallen enkele dagen na de consumptie van rauwe of ongare shiitake optreden. Andere allergieën werden bij een kleine groep proefpersonen vastgesteld na herhaald gebruik van shiitakepreparaten.